# Casa Nova de Cal Mata
La casa Nova de Cal Mata és un edifici de Banyeres del Penedès (Baix Penedès) inclòs a l'Inventari del Patrimoni Arquitectònic de Catalunya.

## Descripció
La façana principal presenta tres plantes separades per cornises. Tota la façana és arrebossada i pintada amb colors ocres i marrons. Els baixos presenten una gran portalada amb llinda, la qual és decorada amb una motllura de forma lobulada i presenta la data de 1915. A la banda esquerra hi ha dues finestres amb ampit, reixat i la típica motllura de formes lobulades. La primera planta presenta tres balcons amb base, barana de ferro forjat i porta balconera de llinda amb les típiques motllures. L'última planta, les golfes, presenten tres portes balconeres amb barana, una petita base i la clàssica motllura.
Rematant l'edifici es troba el terrat que consta d'una barana de ferro forjat intercalada amb pilars fets de paredat. El lateral esquerra presenta dues plantes de les que destaca la segona, ja que és formada per cinc obertures amb llinda que menen a una terrassa coberta amb bigues.

## Història
La casa fou construïda el 1915 per l'àvia de la mestra Marta Mata. Abans l'indret era ocupat per l'antic celler. Posteriorment els baixos també van ser habilitats com a cuines i menjadors per tal d'hostatjar als mestres.